# Johnny Herbert
John Paul Herbert (Brentwood, Essex, Inglaterra, Reino Unido; 25 de junio de 1964), más conocido como Johnny Herbert, es un expiloto de automovilismo británico.
A mediados de los años 1980, era considerado una de las promesas del deporte de motor. Al ganar en el festival de Fórmula Ford en Brands Hatch en 1985, Herbert logró llamar la atención de Eddie Jordan. Junto a Jordan obtendría luego el campeonato de 1987 de Fórmula 3 Británica.
En 1988, sin embargo, un importante accidente en Brands Hatch en el cual Herbert golpeó su auto contra las barreras de protección, le dejó como consecuencia importantes lesiones en las piernas.
El piloto, en el momento del accidente una figura de la Fórmula 3000 Internacional, mostró su entereza al volver a conducir un auto de carreras en 1989, a pesar de que apenas podía caminar. Se trataba, además, de un auto del equipo Benetton de Fórmula 1, con el que Herbert lograría puntuar en su debut en el Gran Premio de Brasil. El equipo estaba en ese entonces bajo las órdenes de su mentor y amigo Peter Collins (no confundir con el expiloto de los años 1950).
No obstante, las buenas actuaciones de Herbert no se mantuvieron en el tiempo, y tras un cambio en la dirección de la escudería, el piloto fue marginado tras no lograr clasificar en el Gran Premio de Canadá. El inglés volvió a la Fórmula 3000, esta vez en la prestigiosa serie japonesa, hasta que volvió a ser llamado por un equipo de Fórmula 1, esta vez Tyrrell.

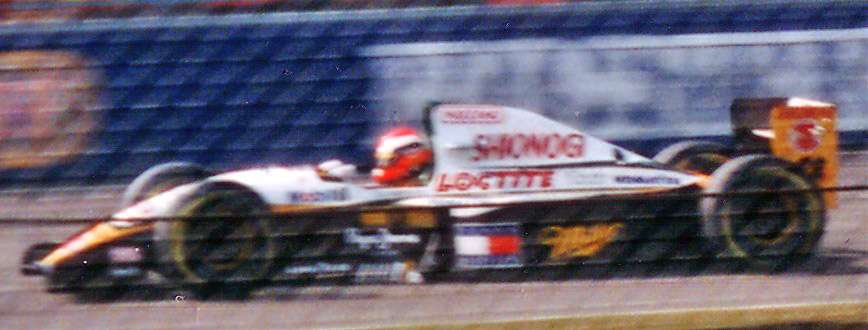
Herbert pilotando un Lotus-Honda en el Gran Premio de Gran Bretaña de 1994.

Las irregulares actuaciones del piloto no le permitieron consolidar su carrera, pasando luego a Lotus, equipo que estaba a las órdenes de Peter Collins. Tras 3 años de frustraciones, Herbert dejó Lotus a mediados de 1994, incorporándose a Ligier y luego a Benetton en las últimas carreras de la temporada.
A pesar de que no logró puntos en 1994, Benetton decidió mantenerlo como compañero de equipo de Michael Schumacher en la temporada siguiente. En el Gran Premio de Gran Bretaña, logró una inesperada victoria luego de que su compañero de equipo colisionara con Damon Hill. Otro triunfo en el Gran Premio de Italia le permitió alcanzar el 4.º lugar del Campeonato de Pilotos.
En 1996, al no ser tenido en cuenta por Benetton, Herbert se puso bajo los servicios de la escudería Sauber, equipo en el que permanecería hasta 1998 y en el cual lograría dos podios. Tras su paso a Stewart Grand Prix en 1999, obtuvo la que sería su tercera y última victoria en un Gran Premio de Europa que alternó pista seca y húmeda.
Herbert permaneció en la escudería de cara a la siguiente temporada, esta vez bajo la denominación de Jaguar Racing. Sin embargo, una mediocre temporada en la cual no obtuvo puntos culminó con un accidente en Malasia tras una falla en la suspensión de su monoplaza.
Tras su retiro de la máxima categoría, Herbert se dedicó a los Sports Cars, buscando repetir su victoria de 1991 en las 24 Horas de Le Mans con un Mazda. Los últimos años lo tuvieron jugando un papel protagónico en la serie American Le Mans, donde obtuvo varios triunfos y fue un serio contendiente al título en 2003.
Actualmente es periodista y analista para el canal Sky Sports F1 HD desde 2012.

## Polémicas
El 2 de abril de 2016, Herbert escribió en su blog donde critica a Fernando Alonso y sugiere que el asturiano no debería volver a competir después del aparatoso accidente que sufrió en la primera carrera del año en Australia. Después, Alonso se defendió en plena transmisión en vivo durante el Gran Premio de Baréin al toparse con Herbert al que le respondió "no me voy a retirar, soy campeón del mundo, tu acabaste de comentarista porque nunca fuiste campeón".

## Resultados

### Fórmula 1
(Clave) (negrita indica pole position) (cursiva indica vuelta rápida)

| Año     | Escudería                   | 1       | 2       | 3       | 4       | 5       | 6       | 7       | 8       | 9       | 10      | 11      | 12      | 13      | 14      | 15      | 16      | 17      | Pos. | Puntos |
| ------- | --------------------------- | ------- | ------- | ------- | ------- | ------- | ------- | ------- | ------- | ------- | ------- | ------- | ------- | ------- | ------- | ------- | ------- | ------- | ---- | ------ |
| 1989    | Benetton Formula            | BRA 4   | SMR 11  | MON 14  | MEX 15  | USA 5   | CAN DNQ | FRA     | GBR     | GER     | HUN     |         |         |         |         |         |         |         | 15.º | 5      |
| 1989    | Tyrrell Racing Organisation |         |         |         |         |         |         |         |         |         |         | BEL Ret | ITA     | POR DNQ | ESP     | JPN     | AUS     |         | 15.º | 5      |
| 1990    | Camel Team Lotus            | USA     | BRA     | SMR     | MON     | CAN     | MEX     | FRA     | GBR     | GER     | HUN     | BEL     | ITA     | POR     | ESP     | JPN Ret | AUS Ret |         | NC   | 0      |
| 1991    | Team Lotus                  | USA     | BRA     | SMR     | MON     | CAN DNQ | MEX 10  | FRA 10  | GBR 14† | GER     | HUN     | BEL 7   | ITA     | POR Ret | ESP     | JPN Ret | AUS 11  |         | NC   | 0      |
| 1992    | Team Lotus                  | RSA 6   | MEX 7   | BRA Ret | ESP Ret | SMR Ret | MON Ret | CAN Ret | FRA 6   | GBR Ret | GER Ret | HUN Ret | BEL 13† | ITA Ret | POR Ret | JPN Ret | AUS 13  |         | 15.º | 2      |
| 1993    | Team Lotus                  | RSA Ret | BRA 4   | EUR 4   | SMR 8†  | ESP Ret | MON Ret | CAN 10  | FRA Ret | GBR 4   | GER 10  | HUN Ret | BEL 5   | ITA Ret | POR Ret | JPN 11  | AUS Ret |         | 9.º  | 11     |
| 1994    | Team Lotus                  | BRA 7   | PAC 7   | SMR 10  | MON Ret | ESP Ret | CAN 8   | FRA 7   | GBR 11  | GER Ret | HUN Ret | BEL 12  | ITA Ret | POR 11  |         |         |         |         | NC   | 0      |
| 1994    | Ligier Gitanes Blondes      |         |         |         |         |         |         |         |         |         |         |         |         |         | EUR 8   |         |         |         | NC   | 0      |
| 1994    | Mild Seven Benetton Ford    |         |         |         |         |         |         |         |         |         |         |         |         |         |         | JPN Ret | AUS Ret |         | NC   | 0      |
| 1995    | Mild Seven Benetton Renault | BRA Ret | ARG 4   | SMR 7   | ESP 2   | MON 4   | CAN Ret | FRA Ret | GBR 1   | GER 4   | HUN 4   | BEL 7   | ITA 1   | POR 7   | EUR 5   | PAC 6   | JPN 3   | AUS Ret | 4.º  | 45     |
| 1996    | Red Bull Sauber Ford        | AUS DNS | BRA Ret | ARG 9   | EUR 7   | SMR Ret | MON 3   | ESP Ret | CAN 7   | FRA DSQ | GBR 9   | GER Ret | HUN Ret | BEL Ret | ITA 9†  | POR 8   | JPN 10  |         | 14.º | 4      |
| 1997    | Red Bull Sauber Petronas    | AUS Ret | BRA 7   | ARG 4   | SMR Ret | MON Ret | ESP 5   | CAN 5   | FRA 8   | GBR Ret | GER Ret | HUN 3   | BEL 4   | ITA Ret | AUT 8   | LUX 7   | JPN 6   | EUR 8   | 10.º | 15     |
| 1998    | Red Bull Sauber Petronas    | AUS 6   | BRA 11† | ARG Ret | SMR Ret | ESP 7   | MON 7   | CAN Ret | FRA 8   | GBR Ret | AUT 8   | GER Ret | HUN 10  | BEL Ret | ITA Ret | LUX Ret | JPN 10  |         | 15.º | 1      |
| 1999    | Stewart Ford                | AUS DNS | BRA Ret | SMR 10† | MON Ret | ESP Ret | CAN 5   | FRA Ret | GBR 12  | AUT 14  | GER 11† | HUN 11  | BEL Ret | ITA Ret | EUR 1   | MYS 4   | JPN 7   |         | 8.º  | 15     |
| 2000    | Jaguar Racing               | AUS Ret | BRA Ret | SMR 10  | GBR 12  | ESP 13  | EUR 11† | MON 9   | CAN Ret | FRA Ret | AUT 7   | GER Ret | HUN Ret | BEL 8   | ITA Ret | USA 11  | JPN 7   | MYS Ret | 17.º | 0      |
| Fuente: |                             |         |         |         |         |         |         |         |         |         |         |         |         |         |         |         |         |         |      |        |